# زیردریایی یو-۴۸۱
زیردریایی یو-۴۸۱ (به انگلیسی: German submarine U-481) یک زیردریایی بود که طول آن ۶۷٫۱ متر (۲۲۰ فوت ۲ اینچ) بود. این زیردریایی در سال ۱۹۴۳ ساخته شد.